# Hecalus kansiensis
Hecalus kansiensis är en insektsart som beskrevs av Shaw 1932. Hecalus kansiensis ingår i släktet Hecalus och familjen dvärgstritar. Inga underarter finns listade i Catalogue of Life.